# كولن دونيل
كولن دونيل (بالإنجليزية: Colin Donnell)‏ (ولد في 9 أكتوبر 1982) هو ممثل اميركي اشتهر بسبب ادائه كـ (بيلي كروكر) في Anything Goes وتومي على شبكة سي دبليو التلفزيونية في السهم (مسلسل).

## النشأة والتعليم
ولد كولن دونيل في سانت لويس، ميزوري، الولايات المتحدة الأمريكية. هو اصغر من ثلاثة أشقاء. لعب قيثارة واستغرق دروس في الغناء عندما كان عمره 17 عاما. وكانت عروضه في المرحلة الثانوية حيث كان جزءا من الجوقة وكان في الخلفية ألعاب الخفة ويقيوم بحيل سيرك. على حد تعبيره، وقال انه «أحب ذلك» والباقي هو التاريخ فقط. كولن تخرج من جامعة إنديانا في عام 2005

## الحياة المهنية
وقد أتم دونيل جزء من العديد من الجولات الوطنية المسرحية مثل Mamma Mia! و Wicked . كان أول أداء له في مسرحية Broadway Theatre و Jersey Boys بدور هانك ماجيوسكي. وتشمل الاعتمادات المسرحية له غيرها من Follies, Meet Me In St. Louis, Anything Goes الذي تم ترشيحه لجائزة مكتب الدراما، Johnny Baseball وغيرها الكثير. بدأ دونيل بالتفرغ للـ التلفزيون من خلال دور مايك روسكين في المسلسل التلفزيوني Pan Am. منذ أعلانه من عام 2012، كما قام ببطولة تومي ميرلن في المسلسل التلفزيوني السهم (مسلسل). لفصل الصيف من عام 2013، أصبح دونيل نجوم بدور برون في التكيف الموسيقي لـ (شكسبير) من Love's Labour's Lost وانه سوف أيضا يظهر للزوج إليزابيث بانكس في فيلم the crime thriller Every Secret Thing، والتي ليس لديها حتى الآن موعد للأعلان عنها.

## الحياة الشخصية
دونيل يقيم في نيويورك، في شقة على السطح. وهو الهاو الأدبي ومن عشاق الموسيقى. في مايو من عام 2013، أجرى كولن دونيل عملية إزالة الزائدة الدودية.

## الأعمال

### الأفلام
| Year | Title              | Role | Notes           |
| ---- | ------------------ | ---- | --------------- |
| 2013 | Every Secret Thing |      | Post-production |

### المسلسلات
| Year      | Title  | Role         | Notes                  |
| --------- | ------ | ------------ | ---------------------- |
| 2011-2012 | Pan Am | Mike Ruskin  | الحلقة الرابعة         |
| 2012-2013 | Arrow  | Tommy Merlyn | Main Cast; 23 episodes |

### ألعاب الفيديو
| عام  | لعبة       | الأدوار                                         | ملاحظة     |
| ---- | ---------- | ----------------------------------------------- | ---------- |
| 2011 | L.A. Noire | Additional Cole Phelps Mocap & Other Characters | Voice only |

### الأعمال المسرحية
| Year      | Title                                           | Role                                  | Notes |
| --------- | ----------------------------------------------- | ------------------------------------- | --- |
| 2005      | Almost Heaven: Songs and Stories of John Denver | Male Roles                            | |
| 2005-2007 | Jersey Boys                                     | Hank Mejewski, Nick Massi, Bob Gaudio | |
| 2006      | Jesus Christ Superstar                          | Peter                                 | |
| 2006      | Meet Me In St. Louis                            | John Truitt                           | |
| 2007      | Mamma Mia!                                      |                                       | |
| 2007      | Follies                                         | Young Ben                             | |
| 2007      | Me, Myself and I                                | Otto                                  | |
| 2008      | High School Musical on Stage!                   | Troy Bolton                           | |
| 2009      | Wicked                                          | Fiyero                                | |
| 2010      | Johnny Baseball                                 | Johnny O'Brian                        | |
| 2011-2012 | Anything Goes                                   | Billy Crocker                         | Nominated - Outer Critics Circle Award Outstanding Featured Actor in a Musical Nominated - Drama Desk Award for Outstanding Actor in a Musical Nominated - Astaire Award Outstanding Male Dancer |
| 2012      | Merrily We Roll Along                           | Franklin Shepard                      | |
| 2013      | Love's Labour's Lost                            | Berowne                               | In production |

## روابط خارجية
- Internet Broadway Database listing
- كولن دونيل على موقع IMDb (الإنجليزية)
- كولن دونيل على موقع ألو سيني (الفرنسية)
- كولن دونيل على موقع أول موفي (الإنجليزية)
- كولن دونيل على موقع قاعدة بيانات برودواي على الإنترنت (الإنجليزية)
- كولن دونيل على موقع قاعدة بيانات الفيلم (الإنجليزية)
- كولن دونيل على موقع كينوبويسك (الروسية)